# THUNDERBIRD 〜JAM Project BEST COLLECTION XII〜
『THUNDERBIRD 〜JAM Project BEST COLLECTION XII〜』（サンダーバード ジャム・プロジェクト・ベスト・コレクション・トゥエルブ）は、JAM Projectの12枚目のベストアルバム。2016年11月2日にLantisから発売された。

## 収録曲
1. THUNDERBIRD [1:34]
作曲・編曲：寺田志保
2. Shining Storm～烈火の如く～ [4:40]
作詞・作曲：影山ヒロノブ、編曲：宮崎誠・寺田志保
  - PS4/PS3『スーパーロボット大戦OG ムーン・デュエラーズ』オープニングテーマ
3. EMERGE～漆黒の翼～ [4:33]
作詞：奥井雅美、作曲：影山ヒロノブ、編曲：須藤賢一
  - テレビ東京系ドラマ『牙狼〈GARO〉-GOLD STORM- 翔』第2クールオープニングテーマ
4. THE HERO!!～怒れる拳に火をつけろ～ [3:49]
作曲・作曲：影山ヒロノブ、編曲：宮崎誠
  - テレビ東京系アニメ『ワンパンマン』オープニングテーマ
5. サイボーグ009～Nine Cyborg Soldiers～ [4:15]
作詞・作曲：きただにひろし、編曲：鈴木マサキ
  - ティ・ジョイ配給映画『サイボーグ009VSデビルマン』オープニングテーマ
6. END OF HEAVEN [5:44]
作詞・作曲：遠藤正明、編曲：寺田志保
  - PS3/PS Vita『第3次スーパーロボット大戦Z 天獄篇』エンディングテーマ
7. Name is GARO～光明の使者～ [5:07]
作詞・作曲：奥井雅美、編曲：須藤賢一
  - サンセイアールアンドディ『CR牙狼〈GARO〉 金色になれ』主題歌
8. B.B. [3:46]
作詞：影山ヒロノブ、作曲：福山芳樹・影山ヒロノブ、編曲：三宅博文・須藤賢一
  - テレビ東京系アニメ『牙狼〈GARO〉-炎の刻印-』第2クールオープニングテーマ
9. DEVILMIND～愛は力～ [4:17]
作詞・作曲：遠藤正明、編曲：栗山善親・横関敦
  - ティ・ジョイ配給映画『サイボーグ009VSデビルマン』エンディングテーマ
10. 神激の勇者～KISHIN～ [3:45]
作詞・作曲：遠藤正明、編曲：鈴木マサキ
  - ぱちんこ『CRスーパーロボット大戦OG』専用曲
11. 月華 [4:41]
作詞：奥井雅美、作曲：影山ヒロノブ、編曲：鈴木マサキ・寺田志保
  - テレビ東京系アニメ『牙狼 -紅蓮ノ月-』第2クールオープニングテーマ
12. Heaven's Door [5:05]
作詞：奥井雅美、作曲：きただにひろし、編曲：三宅博文
  - PS4/PS3『スーパーロボット大戦OG ムーン・デュエラーズ』エンディングテーマ
13. GARO is HERE!! [3:44]
作詞・作曲：遠藤正明、編曲：三宅博文
  - サンセイアールアンドディ『CR牙狼〈GARO〉 -魔戒ノ花-』主題歌
14. 紅蓮ノ月～隠されし闇物語～ [4:20]
作詞：奥井雅美、作曲：影山ヒロノブ、編曲：須藤賢一
  - テレビ東京系アニメ『牙狼 -紅蓮ノ月-』第1クールオープニングテーマ
15. 決戦 the Final Round [6:25]
作詞：影山ヒロノブ、作曲：影山ヒロノブ・遠藤正明・きただにひろし・奥井雅美・福山芳樹・ヒカルド・クルーズ、編曲：寺田志保
  - PS3/Vita『第3次スーパーロボット大戦Z 天獄篇』オープニングテーマ
16. THE HERO!! ～怒れる拳に火をつけろ～ ＜RMX edition＞ -Bonus Track- [3:57]
Remixed by R・O・N